# Alethinophidia
Alethinophidia é uma infraordem do clado Serpentes.
Inclui dezoito famílias:
- Acrochordidae Bonaparte, 1831
- Aniliidae Stejneger, 1907
- Anomochilidae Cundall, Wallach & Rossman, 1993
- Boidae Gray, 1825
- Bolyeriidae Hoffstetter, 1946
- Colubridae Oppel, 1811
- Cylindrophiidae Fitzinger, 1843
- Elapidae Boie, 1827
- Homalopsidae Bonaparte, 1845
- Lamprophiidae Fitzinger, 1843
- Loxocemidae Cope, 1861
- Pareatidae Romer, 1956
- Pythonidae Fitzinger, 1826
- Tropidophiidae Brongersma, 1951
- Uropeltidae Müller, 1832
- Viperidae Oppel, 1811
- Xenodermatidae Gray, 1849
- Xenopeltidae Bonaparte, 1845